# UEFA Women's Champions League 2016-2017 - Qualificazioni
Questa voce raccoglie un approfondimento sulle gare del turno preliminare di qualificazione dell'edizione 2016-2017 della UEFA Women's Champions League.

## Squadre partecipanti
Il sorteggio per il turno di qualificazione si è tenuto il 24 giugno 2016. Le 36 squadre che partecipano ai preliminari sono state divise in quattro fasce da nove per il sorteggio in base al coefficiente UEFA del club, il quale tiene conto delle prestazioni nelle competizioni europee dalla stagione 2011–12 alla 2015–16 più il 33% del valore del coefficiente assegnato alla federazione nello stesso intervallo di tempo.
| Squadra          | Coeff. |
| ---------------- | ------ |
| Zurigo           | 34,240 |
| Apollōn Lemesou  | 23,940 |
| Standard Liegi   | 22,610 |
| Twente           | 21,600 |
| Olimpia Cluj     | 21,280 |
| Spartak Subotica | 19,950 |
| BIIK Kazygurt    | 17,270 |
| PK-35 Vantaa     | 16,290 |
| SFK 2000         | 14,630 |

| Squadra            | Coeff. |
| ------------------ | ------ |
| Gintra             | 13,965 |
| Konak              | 13,795 |
| Medyk Konin        | 13,445 |
| Pomurje            | 11,970 |
| Osijek             | 11,970 |
| Žytlobud-1 Charkiv | 11,300 |
| PAOK Salonicco     | 10,305 |
| Avaldsnes          | 9,405  |
| NSA Sofia          | 8,645  |

| Squadra           | Coeff. |
| ----------------- | ------ |
| Pärnu             | 7,980  |
| Minsk             | 7,800  |
| Ferencváros       | 6,455  |
| Slovan Bratislava | 5,815  |
| Wexford Youths    | 5,630  |
| Benfica           | 5,465  |
| Breiðablik        | 5,445  |
| KÍ Klaksvík       | 3,990  |
| Ramat HaSharon    | 2,640  |

| Squadra              | Coeff. |
| -------------------- | ------ |
| Vllaznia             | 1,995  |
| Cardiff Metropolitan | 1,660  |
| Rīgas FS             | 1,330  |
| Dragon 2014          | 0,990  |
| Newry City           | 0,990  |
| Hibernians           | 0,665  |
| Breznica             | 0,330  |
| Criuleni             | 0,000  |
| Hajvalia             | -      |

- in corsivo: squadra ospitante
- in grassetto: squadra qualificata

## Gruppi
In ogni gruppo, le squadre giocano una contro l'altra in un mini-torneo all'italiana con le teste di serie preselezionate. Le nove vincitrici dei gironi acquisiscono il diritto di accedere ai sedicesimi di finale. Le partite si svolgeranno nei giorni 23, 25 e 28 agosto 2016.
In caso di parità di punti tra due o più squadre di uno stesso gruppo, le posizioni in classifica verranno determinate prendendo in considerazione, nell'ordine, i seguenti criteri:
1. maggiore numero di punti negli scontri diretti tra le squadre interessate (classifica avulsa);
2. migliore differenza reti negli scontri diretti tra le squadre interessate (classifica avulsa);
3. maggiore numero di reti segnate negli scontri diretti tra le squadre interessate (classifica avulsa);
4. se, dopo aver applicato i criteri dall'1 al 3, ci sono squadre ancora in parità di punti, i criteri dall'1 al 3 si riapplicano alle sole squadre in questione. Se continua a persistere la parità, si procede con i criteri dal 5 al 9;
5. migliore differenza reti;
6. maggiore numero di reti segnate;
7. calci di rigore se le due squadre sono a parità di punti al termine dell'ultima giornata;
8. classifica del fair play;
9. posizione nel ranking UEFA.

N.B. Nella dicitura dei gironi viene indicata in corsivo la squadra ospitante.

### Gruppo 1
| Pos | Squadra         | Pt | G | V | N | P | GF | GS | DR |
| --- | --------------- | -- | - | - | - | - | -- | -- | -- |
| 1.  | Apollōn Lemesou | 7  | 3 | 2 | 1 | 0 | 9  | 3  | +6 |
| 2.  | PAOK Salonicco  | 3  | 3 | 0 | 3 | 0 | 5  | 5  | 0  |
| 3.  | Hajvalia        | 2  | 3 | 0 | 2 | 1 | 2  | 3  | -1 |
| 4.  | KÍ Klaksvík     | 2  | 3 | 0 | 2 | 1 | 2  | 7  | -5 |

Fonte: Sito UEFA Gruppo 1
| Arbitro: | Lina Lehtovaara |

|                                                                          |           |  |
| Molin 44’ Kelly 45+3’ Alborghetti 53’ (rig.) F. Antoniou 72’ Nielsen 90’ | Marcatori |  |

| Arbitro: | Karolina Radzik-Johan |

|                     |           |              |
| Chatzigiannidou 57’ | Marcatori | 15’ Bajramaj |

| Arbitro: | Yuliya Larionova |

|               |           |  |
| Cuschieri 89’ | Marcatori |  |

| Arbitro: | Karolina Radzik-Johan |

|               |           |              |
| Andreasen 51’ | Marcatori | 16’ Geōrgiou |

| Arbitro: | Lina Lehtovaara |

|                                                  |           |                                |
| Kynossidou 26’ (aut.) Brame 38’ Dimitrijević 39’ | Marcatori | 34’ Cuschieri 60’, 67’ Nielsen |

| Arbitro: | Yuliya Larionova |

|              |           |               |
| Bajramaj 24’ | Marcatori | 52’ Andreasen |

### Gruppo 2
| Pos | Squadra        | Pt | G | V | N | P | GF | GS | DR  |
| --- | -------------- | -- | - | - | - | - | -- | -- | --- |
| 1.  | Minsk          | 9  | 3 | 3 | 0 | 0 | 17 | 1  | +16 |
| 2.  | Standard Liegi | 4  | 3 | 1 | 1 | 1 | 13 | 4  | +9  |
| 3.  | Osijek         | 4  | 3 | 1 | 1 | 1 | 15 | 7  | +8  |
| 4.  | Dragon 2014    | 0  | 3 | 0 | 0 | 3 | 1  | 34 | -33 |

Fonte: Sito UEFA Gruppo 2
| Arbitro: | Sofia Karagiorgi |

|             |           |                                         |
| Gorniak 88’ | Marcatori | 20’ (rig.) Ebi 25’ Slesarchik 65’ Duben |

| Arbitro: | Marta Frias Acedo |

| |           |                      |
| Maltašić 3’ Culek 5’ Joščak 15’, 28’, 38’, 83’ Šalek 25’, 45+1’, 71’, 80’, 84’ Bojčić 49’ Andrlić 55’, 90+1’ | Marcatori | 76’ (rig.) Atanasova |

| Arbitro: | Maria Marotta |

| |           |  |
| Van Eynde 5’ Arsova 8’ (aut.) Schoenmakers 11’, 18’, 42’, 58’, 80’ Vanmechelen 53’, 82’ Wijnants 68’ Biesmans 73’ | Marcatori |  |

| Arbitro: | Marta Frias Acedo |

|                                         |           |  |
| Ogbiagbevha 4’, 36’, 55’ Duben 47’, 71’ | Marcatori |  |

| Arbitro: | Sofia Karagiorgi |

|             |           |             |
| Kunštek 27’ | Marcatori | 32’ Gorniak |

| Arbitro: | Maria Marotta |

|  |           |                                                                                    |
|  | Marcatori | 3’, 13’, 25’, 62’, 90’ Yakubu 19’ Ogbiagbevha 33’ Otuwe 76’ Lynko 90+2’ (rig.) Ebi |

### Gruppo 3
| Pos | Squadra              | Pt | G | V | N | P | GF | GS | DR  |
| --- | -------------------- | -- | - | - | - | - | -- | -- | --- |
| 1.  | Breiðablik           | 7  | 3 | 2 | 1 | 0 | 14 | 1  | +13 |
| 2.  | Spartak Subotica     | 7  | 3 | 2 | 1 | 0 | 6  | 3  | +3  |
| 3.  | Cardiff Metropolitan | 3  | 3 | 1 | 0 | 2 | 6  | 11 | -5  |
| 4.  | NSA Sofia            | 0  | 3 | 0 | 0 | 3 | 0  | 11 | -11 |

Fonte: Sito UEFA Gruppo 3
| Arbitro: | Zuzana Kováčová |

|               |           |                    |
| Quincey 90+2’ | Marcatori | 69’ Þorvaldsdóttir |

| Arbitro: | Vivian Peeters |

|  |           |                                      |
|  | Marcatori | 24’ Sargent 64’ Pinder 76’, 88’ Todd |

| Arbitro: | Ivana Martinčić |

|                                     |           |                |
| Quincey 44’ Tseng 50’ Filipović 74’ | Marcatori | 27’, 45+3’ Agg |

| Arbitro: | Vivian Peeters |

|                                                                                                 |           |  |
| Guðmundsdóttir 34’ Þorvaldsdóttir 40’ Friðriksdóttir 43’ E. Arnarsdóttir 76’ Magnúsdóttir 90+1’ | Marcatori |  |

| Arbitro: | Zuzana Kováčová |

|  |           |                        |
|  | Marcatori | 33’ Slović 75’ Quincey |

| Arbitro: | Ivana Martinčić |

|  |           | |
|  | Marcatori | 10’, 14’ Guðmundsdóttir 21’, 34’ Hönnudóttir 26’ (rig.) Friðriksdóttir 30’ Þorvaldsdóttir 81’ M. Sigurðardóttir 85’ E. Arnarsdóttir |

### Gruppo 4
| Pos | Squadra      | Pt | G | V | N | P | GF | GS | DR  |
| --- | ------------ | -- | - | - | - | - | -- | -- | --- |
| 1.  | Medyk Konin  | 9  | 3 | 3 | 0 | 0 | 13 | 1  | +12 |
| 2.  | Olimpia Cluj | 6  | 3 | 2 | 0 | 1 | 18 | 4  | +14 |
| 3.  | Pärnu        | 1  | 3 | 0 | 1 | 2 | 3  | 10 | -7  |
| 4.  | Breznica     | 1  | 3 | 0 | 1 | 2 | 2  | 21 | -19 |

Fonte: Sito UEFA Gruppo 4
| Arbitro: | Marte Sørø |

|                                                      |           |                |
| Popa 3’, 7’, 45’ Vătafu 21’ Voicu 39’ Lunca 50’, 60’ | Marcatori | 37’ Morkovkina |

| Arbitro: | Julia-Stefanie Baier |

|                                                                                             |           |  |
| Dudek 18’ Gawrońska 44’ Daleszczyk 45+4’, 61’, 66’ Guściora 62’ Kostova 71’ Sikora 84’, 90’ | Marcatori |  |

| Arbitro: | Elvira Nurmustafina |

|                                                                             |           |  |
| Popa 9’, 11’, 44’ Lunca 21’, 26’, 28’, 41’ Vătafu 29’, 83’ (rig.) Bâtea 76’ | Marcatori |  |

| Arbitro: | Julia-Stefanie Baier |

|  |           |            |
|  | Marcatori | 19’ Sikora |

| Arbitro: | Marte Sørø |

|                                |           |           |
| Sikora 26’ Daleszczyk 49’, 89’ | Marcatori | 90’ Lunca |

| Arbitro: | Elvira Nurmustafina |

|                |           |                                   |
| Jankov 8’, 38’ | Marcatori | 49’ Shcherbachenia 86’ Morkovkina |

### Gruppo 5
| Pos | Squadra           | Pt | G | V | N | P | GF | GS | DR  |
| --- | ----------------- | -- | - | - | - | - | -- | -- | --- |
| 1.  | Zurigo            | 9  | 3 | 3 | 0 | 0 | 11 | 1  | +10 |
| 2.  | Pomurje           | 6  | 3 | 2 | 0 | 1 | 10 | 8  | +2  |
| 3.  | Slovan Bratislava | 3  | 3 | 1 | 0 | 2 | 5  | 8  | -3  |
| 4.  | Vllaznia          | 0  | 3 | 0 | 0 | 3 | 2  | 11 | -9  |

Fonte: Sito UEFA Gruppo 5
| Arbitro: | Lorraine Clark |

|                               |           |           |
| Kuster 20’ Willi 48’ Humm 53’ | Marcatori | 84’ Hollá |

| Arbitro: | Ana Minić |

|                                                                |           |             |
| Kolbl 52’ Tibaut 65’ Rogan 69’, 89’ Makovec 76’ Rozmarič 90+1’ | Marcatori | 44’ Jashari |

| Arbitro: | Olga Tereshko |

|                                 |           |  |
| Willi 6’ (rig.), 87’ Piubel 85’ | Marcatori |  |

| Arbitro: | Ana Minić |

|                           |           |                                         |
| Šurnovská 9’ Kovaľová 76’ | Marcatori | 11’ Kos 17’ Conjar 80’ Tibaut 85’ Kolbl |

| Arbitro: | Lorraine Clark |

|  |           |                                                |
|  | Marcatori | 30’, 44’ Humm 40’ Willi 60’ Franssi 70’ Mauron |

| Arbitro: | Olga Tereshko |

|          |           |                           |
| Doçi 62’ | Marcatori | 17’ Švecová 37’ Šurnovská |

### Gruppo 6
| Pos | Squadra            | Pt | G | V | N | P | GF | GS | DR |
| --- | ------------------ | -- | - | - | - | - | -- | -- | -- |
| 1.  | SFK 2000           | 7  | 3 | 2 | 1 | 0 | 6  | 2  | +4 |
| 2.  | Ramat HaSharon     | 6  | 3 | 2 | 0 | 1 | 5  | 1  | +4 |
| 3.  | Žytlobud-1 Charkiv | 4  | 3 | 1 | 1 | 1 | 4  | 3  | +1 |
| 4.  | Rīgas FS           | 0  | 3 | 0 | 0 | 3 | 0  | 9  | -9 |

Fonte: Sito UEFA Gruppo 6
| Arbitro: | Esther Azzopardi |

|         |           |  |
| Kuć 88’ | Marcatori |  |

| Arbitro: | Zuzana Valentová |

|                               |           |  |
| Melkonyants 32’ Ieromenko 45’ | Marcatori |  |

| Arbitro: | Marta Huerta De Aza |

|                                    |           |  |
| Kuć 11’, 27’ M. Hasanbegović 90+2’ | Marcatori |  |

| Arbitro: | Zuzana Valentová |

|            |           |  |
| Murnan 72’ | Marcatori |  |

| Arbitro: | Esther Azzopardi |

|                           |           |                                   |
| Tykhonova 38’, 66’ (rig.) | Marcatori | 54’ Medić 62’ (aut.) Kostyuchenko |

| Arbitro: | Marta Huerta De Aza |

|  |           |                                                     |
|  | Marcatori | 14’ Schahaf 53’ Murnan 81’ Shimrich 88’ (rig.) Tvil |

### Gruppo 7
| Pos | Squadra        | Pt | G | V | N | P | GF | GS | DR  |
| --- | -------------- | -- | - | - | - | - | -- | -- | --- |
| 1.  | BIIK Kazygurt  | 9  | 3 | 3 | 0 | 0 | 9  | 1  | +8  |
| 2.  | Gintra         | 6  | 3 | 2 | 0 | 1 | 15 | 4  | +11 |
| 3.  | Wexford Youths | 1  | 3 | 0 | 1 | 2 | 2  | 5  | -3  |
| 4.  | Criuleni       | 1  | 3 | 0 | 1 | 2 | 0  | 16 | -16 |

Fonte: Sito UEFA Gruppo 7
| Arbitro: | Florence Guillemin |

|                                     |           |               |
| Gabelia 1’ Adule 14’ Litvinenko 44’ | Marcatori | 54’ O'Riordan |

| Arbitro: | Eleni Antoniou |

| |           |  |
| Kozyrenko 9’, 17’, 32’, 60’ Coleman 12’, 89’ Alekperova 25’ (rig.) Veličkaitė 29’, 72’, 88’ Gailevičiūtė 42’, 70’ Vaitukaitytė 81’ | Marcatori |  |

| Arbitro: | Désirée Grundbacher |

|                                |           |  |
| Gabelia 3’, 72’ Bortnikova 18’ | Marcatori |  |

| Arbitro: | Eleni Antoniou |

|           |           |                                 |
| Dwyer 62’ | Marcatori | 9’ Gailevičiūtė 90+1’ Kozyrenko |

| Arbitro: | Florence Guillemin |

|  |           |                                     |
|  | Marcatori | 7’ Adule 44’ Litvinenko 82’ Gabelia |

| Wexford 28 agosto 2016, ore 15:00 | Criuleni            | 0 – 0 referto | Wexford Youths | Ferrycarrig Park\| Arbitro: \| Désirée Grundbacher \| |
| Arbitro:                          | Désirée Grundbacher |               |                |                                                       |

### Gruppo 8
| Pos | Squadra      | Pt | G | V | N | P | GF | GS | DR  |
| --- | ------------ | -- | - | - | - | - | -- | -- | --- |
| 1.  | Avaldsnes    | 9  | 3 | 3 | 0 | 0 | 19 | 1  | +18 |
| 2.  | Benfica      | 6  | 3 | 2 | 0 | 1 | 8  | 7  | +1  |
| 3.  | PK-35 Vantaa | 3  | 3 | 1 | 0 | 2 | 3  | 4  | -1  |
| 4.  | Newry City   | 0  | 3 | 0 | 0 | 3 | 0  | 18 | -18 |

Fonte: Sito UEFA Gruppo 8
| Arbitro: | Petra Chudá |

|              |           |                               |
| Ojanperä 17’ | Marcatori | 69’ Silvia 87’ (aut.) Nurmela |

| Arbitro: | Kateryna Zora |

| |           |  |
| Andréia Rosa 22’ Mjelde 26’ Hansen 44’, 46’, 48’ Pedersen 52’, 54’, 70’, 90’ Thorsnes 63’ Santos 64’ | Marcatori |  |

| Arbitro: | Dimitrina Milkova |

|                        |           |  |
| Ikonen 10’ Parikka 80’ | Marcatori |  |

| Arbitro: | Kateryna Zora |

|             |           |                                                              |
| Mafalda 18’ | Marcatori | 2’, 9’ Magnúsdóttir 12’, 41’ Hansen 68’ Benites 75’ Thorsnes |

| Arbitro: | Petra Chudá |

|                               |           |  |
| Thorsnes 24’ Magnúsdóttir 36’ | Marcatori |  |

| Arbitro: | Dimitrina Milkova |

|  |           |                                                                            |
|  | Marcatori | 15’ Flores 27’ Coelho 30’ Mafalda 52’ (aut.) Mcallister 82’ (aut.) Redpath |

### Gruppo 9
| Pos | Squadra     | Pt | G | V | N | P | GF | GS | DR  |
| --- | ----------- | -- | - | - | - | - | -- | -- | --- |
| 1.  | Twente      | 9  | 3 | 3 | 0 | 0 | 17 | 3  | +14 |
| 2.  | Ferencváros | 6  | 3 | 2 | 0 | 1 | 7  | 2  | +5  |
| 3.  | Konak       | 3  | 3 | 1 | 0 | 2 | 7  | 8  | -1  |
| 4.  | Hibernians  | 0  | 3 | 0 | 0 | 3 | 0  | 18 | -18 |

Fonte: Sito UEFA Gruppo 9
| Arbitro: | Eleni Lampadariou |

|                             |           |             |
| R. Jansen 21’ E. Jansen 34’ | Marcatori | 55’ Zlidnis |

| Arbitro: | Barbara Poxhofer |

|                                                 |           |  |
| Dușa 7’ Başkol 13’ Çınar 38’ Nurlu 50’ Erol 51’ | Marcatori |  |

| Arbitro: | Tess Olofsson |

| |           |  |
| E. Jansen 26’, 90+3’ Erman 31’ D. Tonna 45’ (aut.) Beerensteyn 59’, 61’, 84’ Waldus 82’ Ellouzi 88’ | Marcatori |  |

| Arbitro: | Barbara Poxhofer |

|                       |           |  |
| Nagy 70’ Fenyvesi 82’ | Marcatori |  |

| Arbitro: | Eleni Lampadariou |

|                    |           |                                                                  |
| Dușa 6’ Sârghe 43’ | Marcatori | 15’, 23’, 47’ R. Jansen 33’ Beerensteyn 77’ Kerkdijk 89’ Ellouzi |

| Arbitro: | Tess Olofsson |

|  |           |                                                |
|  | Marcatori | 5’, 63’ Orji 31’ Bulatović 44’ (rig.) Čanković |